# Svenja Fölmli
Svenja Julia Fölmli (Sursee; 19 de agosto de 2002) es una futbolista suiza. Juega como delantera en el SC Friburgo de la Bundesliga Femenina de Alemania. Es internacional con la selección de Suiza.
Ha sido nombrada por la UEFA como una de las diez futbolistas más prometedoras del 2021.

## Trayectoria
Fölmli creció en Sempach con sus dos hermanos mayores quienes despertaron su entusiasmo por el fútbol. Jugó en los equipos masculinos del club de su pueblo, para luego asistir a la Academia de Fútbol de la Asociación Suiza de Fútbol en Biel de 2015 a 2017. Los fines de semana jugaba en el FE14-Footeco de Luzern Nord, un equipo que, aparte de ella y una compañera, estaba formado íntegramente por chicos. También se graduó de la escuela en Biel.
En 2017 se unió al FC Luzern, debutando el 8 de diciembre del año siguiente con el primer equipo cuando marcó dos goles ante el BSC Young Boys.
En febrero de 2021 recibió una oferta del Grasshopper Club Zúrich, que fue el primer club de Suiza en ofrecer a sus jugadoras un salario fijo mensual. Sin embargo, rechazó esta oferta porque primero quería completar sus estudios.
A principios de abril de 2021, se anunció que Fölmli se uniría al SC Friburgo de la Bundesliga alemana de cara a la temporada 2021-22. Su último partido con el Luzern fue la final de la copa contra el FC Zúrich donde marcó los dos goles en la victoria por 2-0. Al final del campeonato, Fölmli fue incluida en el llamado "Once de Oro", el equipo ideal de la temporada.

## Selección nacional
Durante su estadía en el FC Luzern, llamó la atención del entrenador nacional Nils Nielsen, quien la convocó por primera vez en agosto, debutando con la selección mayor de Suiza en septiembre del 2019 cuando solo tenía 17 años, y marcando su primer gol internacional en su segundo partido contra Rumania.
Disputó brevemente la Eurocopa Femenina 2022, saltando a la cancha como substituta en el tercer partido de grupo, fase que las suizas no pudieron superar.

## Estilo de juego
El "regate a gran velocidad, la buena técnica y la voluntad de correr" se mencionan como características del estilo de juego de la artillera. Fölmli menciona a Ramona Bachmann, Lara Dickenmann y Kylian Mbappé como sus modelos a seguir.

## Estadísticas

### Clubes
| Club        | País     | Año             |
| ----------- | -------- | --------------- |
| FC Luzern   | Suiza    | 2018 - 2021     |
| SC Friburgo | Alemania | 2021 - presente |

## Palmarés

### Títulos nacionales
| Título        | Club      | País  | Año  |
| ------------- | --------- | ----- | ---- |
| Copa de Suiza | FC Luzern | Suiza | 2021 |